# Tom Golder
Thomas Neville „Tom” Golder (ur. 10 września 1944) – australijski hokeista na trawie, olimpijczyk.
Reprezentował Australię na Letnich Igrzyskach Olimpijskich 1972, które odbyły się w Monachium, zajmując 5. miejsce.